# جوزيف إليجاه أرمسترونغ
جوزيف إليجاه أرمسترونغ هو سياسي كندي، ولد في 9 نوفمبر 1866 في كندا، وتوفي في 31 يناير 1931. حزبياً، نشط في حزب كندا المحافظ. وقد انتخب عضو مجلس العموم الكندي.